# Ainsi parlait Bellavista
Pour plus de détails, voir Fiche technique et Distribution.
Ainsi parlait Bellavista (Così parlò Bellavista) est un film italien de Luciano De Crescenzo, inspiré de son roman éponyme et sorti en 1984.

## Synopsis
Gennaro Bellavista (Luciano De Crescenzo) est un professeur de philosophie à la retraite. Son passe-temps favori consiste à exprimer, en joutes oratoires hautement cultivées, ses théories sur la vie et le monde en compagnie de ses amis Salvatore, Saverio et Luigino. Il distingue, en particulier, deux conceptions de l'existence : l'une napolitaine, basée sur la notion d'amour, et la seconde, plutôt milanaise, axée sur les notions de liberté individuelle. Or, sa quiétude est, à présent, troublée par l'arrivée du docteur Cazzaniga, le nouveau directeur du personnel d'Alfa Romeo à Pomigliano d'Arco. D'origine milanaise, ce dernier habite désormais un appartement contigu au sien. Le contraste s'avère, d'emblée, remarquable. Cazzaniga mène une vie faite de ponctualité et de devoirs dûment accomplis, tandis que les camarades de Gennaro occupent leurs journées de manière désordonnée. Mais, à vrai dire, Bellavista doit faire face à des soucis plus essentiels : sa fille Patrizia est enceinte de Giorgio, un jeune homme titulaire d'un diplôme universitaire en architecture. Ceux-ci doivent en conséquence se marier. Mais, Giorgio est sans travail. De fait, le père doit loger les futurs époux chez lui. L'occasion de changer cette situation se présente lorsque l'oncle de Giorgio prend la décision de lui céder son activité commerciale. Le couple découvre hélas le vrai motif de la passation : le magasin est l'objet d'un conflit entre deux clans de la Camorra. Giorgio est donc contraint à la fermeture. Par bonheur, la rencontre imprévisible entre Bellavista et Cazzaniga, tous deux bloqués dans un ascenseur en panne, aboutira à un dénouement salutaire. Bellavista reconnaîtra en Cazzaniga, et, à l'inverse de ses propres préjugés, "un homme d'amour". Grâce au docteur, son fils décrochera un emploi à Milan, où le couple ira vivre maintenant.

## Fiche technique
- Titre français : Ainsi parlait Bellavista[1]
- Titre original : Così parlò Bellavista
- Réalisation : Luciano De Crescenzo
- Scénario : Riccardo Pazzaglia, L. De Crescenzo, d'après son roman Così parlò Bellavista - Napoli, amore e libertà (Mondadori, Milan, 1977)
- Photographie : Dante Spinotti
- Montage : Anna Napoli
- Musique : Claudio Mattone
- Décors : Franco Vanorio
- Production : Mario Orfini, Emilio Bolles
- Pays d'origine : Italie
- Format : Couleur
- Durée : 105 minutes
- Genre : comédie
- Sortie : 
  - Italie : 1984
  - France : 19 juillet 1995[1]

## Distribution
- Luciano De Crescenzo : prof. Gennaro Bellavista
- Renato Scarpa : docteur Cazzaniga
- Isa Danieli : la femme de Bellavista
- Lorella Morlotti : la fille de Bellavista, Patrizia
- Geppy Gleijeses : Bruno, son fiancé
- Benedetto Casillo : Salvatore
- Marina Confalone : Rachelina
- Gerardo Scala : Luigino, le poète
- Sergio Solli : Saverio
- Franco Javarone : avocat Russo

## Récompenses
- Grand Prix du Festival du film italien d'Annecy 1984
- David di Donatello du meilleur réalisateur débutant 1985
- Ruban d'argent du meilleur nouveau réalisateur 1985

## Commentaire
« Admirable et jubilatoire comédie qui a un pied dans la comédie italienne et un autre dans le non-sens, le savoir, la sagesse et le plaisir de vivre. »